# حكاية صابر (رواية)
حكاية صابر، هي رواية كُتبت في سجون الاحتلال الإسرائيلي. يقول الكاتب محمود عيسى في مقدمة الرواية: «حكاية شخص تُجسّد حالة شعب، وحكاية شعب تتجسد في شخص، فيها مزج بين الواقع والخيال»، حيث يكتب محمود عيسى حكايته عن طريق شخصية «صابر» الذي يُعبر عن شعب كامل، تمثلت مراحل نموه بانكسارٍات كبيرة، وما تلى ذلك من فترات فساد ونهب للتاريخ ولثروات البلاد وأصالتها. صدرت طبعة الرواية الأولى عن مؤسسة «فلسطين للثقافة» عام 2012. تُركت الرواية بلا خاتمة، ليكملها القارئ.

## كاتب الرواية
ولد محمود عيسى في قرية عناتا لأسرة محافظة، في 21 أيار/1968. درس المرحلة الابتدائية في مدرسة ذكور عناتا والمرحلة الثانوية في مدرسة الرشيدية في القدس. وعمل الأسير محمود عيسى قبل اعتقاله مديرا لمكتب صحيفة صوت الحق والحرية في مدينة القدس والتي كانت تصدر في مدينة أم الفحم. مع انطلاقة الانتفاضة الأولى لم يكمل تعليمه بعد الإغلاق العام للمؤسسات وكان من أوائل المنضمين إلى حركة حماس.

## تحويل الرواية إلى فيلم وثائقي
من حكايات الأسرى الفلسطينيين، وما يعيشونه داخل سجون الاحتلال الإسرائيلي، عرضت قناة الجزيرة الوثائقية في تاريخ 13/02/2014 الفيلم الوثائقي بعنوان: حكاية صابر «الأسير المقدسي محمود عيسى».